# A3 (Kazakistan)
La Strada nazionale A3 è una strada parzialmente a scorrimento veloce del Kazakistan.

## Storia
In epoca sovietica e anche fino al 2011, dopo la riforma stradale kazaka, era classificata come A350.

## Percorso
La strada attraversa la steppa kazaka, partendo dalla ex-capitale Almaty, in epoca sovietica chiamata Alma-Ata. Dopo 280 chilometri la strada, da autostrada, passa a strada a singola corsia per senso di marcia e, passando per il lago Balqaš, si arriva ad Ayagoz, dove la strada prosegue passando nel centro. Usciti dal nucleo abitato, la strada prosegue per Oskemen. Passato quest'ultimo, continua per 100 chilometri arrivando quasi al confine russo. In quest'ultimo tratto, il traffico è elevato e alla dogana con la Russia (il Pogranichnyyin punkt, dal russo) in media il tempo di attesa è di 12 ore.